# Figlie della carità di Maria Immacolata
Le Figlie della Carità di Maria Immacolata (in spagnolo Hijas de la Caridad de María Inmaculada; sigla H.C.M.I.) sono un istituto religioso femminile di diritto pontificio.

## Storia
La congregazione trae origine dall'opera iniziata nel 1914 in Messico da Inés María Gasca, che raccolse intorno a sé un gruppo di giovani donne per continuare l'attività delle Figlie della carità di San Vincenzo de' Paoli, espulse dal paese.
Pascual Díaz y Barreto, arcivescovo di Città del Messico, eresse l'opera in pia unione nel 1930 e  la Santa Sede, il 14 aprile 1962, concesse il nulla osta per l'erezione canonica della congregazione.

## Attività e diffusione
Le suore si dedicano all'assistenza a malati, anziani e bambini.
La sede generalizia è a Città del Messico.
Alla fine del 2015 l'istituto contava 120 religiose in 20 case.